# بوبي هاميلتون
بوبي هاميلتون (بالإنجليزية: Bobby Hamilton)‏ (25 أبريل 1924 بإدنبرة في المملكة المتحدة - 1 يناير 1999) هو لاعب كرة قدم بريطاني (وحمل سابقاً جنسية المملكة المتحدة لبريطانيا العظمى وأيرلندا) في مركز الهجوم. لعب مع يوفل تاون ونادي تشستر سيتي.